# Ferran d'Àustria (cardenal-infant)
El Cardenal-Infant Ferran d'Àustria (San Lorenzo de El Escorial, 16 de maig de 1609 o 24 de maig de 1610 - Brussel·les, 9 de novembre de 1641) fou Infant d'Espanya de la casa d'Habsburg, governador del Milanesat i els Països Baixos espanyols, virrei de Catalunya, Cardenal-Arquebisbe de Toledo (1619- 1641) i comandant de les forces espanyoles durant la Guerra dels Trenta Anys (1618- 1648).

## Família
Va néixer a El Escorial, a prop de Madrid, el 1609. Era fill del rei Felipe III i de la reina Margarida d'Àustria. El seu pare volia que l'infant Ferran ingressés al clericat de l'Església Catòlica. D'aquesta forma, el 1619, l'infant va ser nomenat arquebisbe de Toledo i poc temps després va ser designat cardenal. L'infant Fernando no va ser ordenat sacerdot, una mica habitual en aquella època quan algun membre de la reialesa o de l'aristocràcia ocupava algun càrrec eclesiàstic.
|  |                              |  |  |  |  |  |  |  |  |  |  |  |  |  |  |  |
|  | Felip I de Castella          |  |  |  |  |  |  |  |  |  |  |  |  |  |  |  |
|  |                              |  |  |  |  |  |  |  |  |  |  |  |  |  |  |  |
|  |                              |  |  |  |  |  |  |  |  |  |  |  |  |  |  |  |
|  | Carles I d'Espanya           |  |  |  |  |  |  |  |  |  |  |  |  |  |  |  |
|  |                              |  |  |  |  |  |  |  |  |  |  |  |  |  |  |  |
|  |                              |  |  |  |  |  |  |  |  |  |  |  |  |  |  |  |
|  | Joana I de Castella          |  |  |  |  |  |  |  |  |  |  |  |  |  |  |  |
|  |                              |  |  |  |  |  |  |  |  |  |  |  |  |  |  |  |
|  |                              |  |  |  |  |  |  |  |  |  |  |  |  |  |  |  |
|  | Felip II de Castella         |  |  |  |  |  |  |  |  |  |  |  |  |  |  |  |
|  |                              |  |  |  |  |  |  |  |  |  |  |  |  |  |  |  |
|  |                              |  |  |  |  |  |  |  |  |  |  |  |  |  |  |  |
|  | Manuel I de Portugal         |  |  |  |  |  |  |  |  |  |  |  |  |  |  |  |
|  |                              |  |  |  |  |  |  |  |  |  |  |  |  |  |  |  |
|  |                              |  |  |  |  |  |  |  |  |  |  |  |  |  |  |  |
|  | Isabel de Portugal i d'Aragó |  |  |  |  |  |  |  |  |  |  |  |  |  |  |  |
|  |                              |  |  |  |  |  |  |  |  |  |  |  |  |  |  |  |
|  |                              |  |  |  |  |  |  |  |  |  |  |  |  |  |  |  |
|  | Maria de Trastàmara          |  |  |  |  |  |  |  |  |  |  |  |  |  |  |  |
|  |                              |  |  |  |  |  |  |  |  |  |  |  |  |  |  |  |
|  |                              |  |  |  |  |  |  |  |  |  |  |  |  |  |  |  |
|  | Felip III de Castella        |  |  |  |  |  |  |  |  |  |  |  |  |  |  |  |
|  |                              |  |  |  |  |  |  |  |  |  |  |  |  |  |  |  |
|  |                              |  |  |  |  |  |  |  |  |  |  |  |  |  |  |  |
|  | Ferran I d'Habsburg          |  |  |  |  |  |  |  |  |  |  |  |  |  |  |  |
|  |                              |  |  |  |  |  |  |  |  |  |  |  |  |  |  |  |
|  |                              |  |  |  |  |  |  |  |  |  |  |  |  |  |  |  |
|  | Maximilià II d'Habsburg      |  |  |  |  |  |  |  |  |  |  |  |  |  |  |  |
|  |                              |  |  |  |  |  |  |  |  |  |  |  |  |  |  |  |
|  |                              |  |  |  |  |  |  |  |  |  |  |  |  |  |  |  |
|  | Anna I d'Hongria             |  |  |  |  |  |  |  |  |  |  |  |  |  |  |  |
|  |                              |  |  |  |  |  |  |  |  |  |  |  |  |  |  |  |
|  |                              |  |  |  |  |  |  |  |  |  |  |  |  |  |  |  |
|  | Anna d'Àustria i d'Habsburg  |  |  |  |  |  |  |  |  |  |  |  |  |  |  |  |
|  |                              |  |  |  |  |  |  |  |  |  |  |  |  |  |  |  |
|  |                              |  |  |  |  |  |  |  |  |  |  |  |  |  |  |  |
|  | Carles I d'Espanya           |  |  |  |  |  |  |  |  |  |  |  |  |  |  |  |
|  |                              |  |  |  |  |  |  |  |  |  |  |  |  |  |  |  |
|  |                              |  |  |  |  |  |  |  |  |  |  |  |  |  |  |  |
|  | Maria d'Habsburg i Portugal  |  |  |  |  |  |  |  |  |  |  |  |  |  |  |  |
|  |                              |  |  |  |  |  |  |  |  |  |  |  |  |  |  |  |
|  |                              |  |  |  |  |  |  |  |  |  |  |  |  |  |  |  |
|  | Isabel de Portugal i d'Aragó |  |  |  |  |  |  |  |  |  |  |  |  |  |  |  |
|  |                              |  |  |  |  |  |  |  |  |  |  |  |  |  |  |  |
|  |                              |  |  |  |  |  |  |  |  |  |  |  |  |  |  |  |
|  | Ferran d'Àustria             |  |  |  |  |  |  |  |  |  |  |  |  |  |  |  |
|  |                              |  |  |  |  |  |  |  |  |  |  |  |  |  |  |  |
|  |                              |  |  |  |  |  |  |  |  |  |  |  |  |  |  |  |
|  | Felip I de Castella          |  |  |  |  |  |  |  |  |  |  |  |  |  |  |  |
|  |                              |  |  |  |  |  |  |  |  |  |  |  |  |  |  |  |
|  |                              |  |  |  |  |  |  |  |  |  |  |  |  |  |  |  |
|  | Ferran I d'Habsburg          |  |  |  |  |  |  |  |  |  |  |  |  |  |  |  |
|  |                              |  |  |  |  |  |  |  |  |  |  |  |  |  |  |  |
|  |                              |  |  |  |  |  |  |  |  |  |  |  |  |  |  |  |
|  | Joana I de Castella          |  |  |  |  |  |  |  |  |  |  |  |  |  |  |  |
|  |                              |  |  |  |  |  |  |  |  |  |  |  |  |  |  |  |
|  |                              |  |  |  |  |  |  |  |  |  |  |  |  |  |  |  |
|  | Carles II d'Àustria          |  |  |  |  |  |  |  |  |  |  |  |  |  |  |  |
|  |                              |  |  |  |  |  |  |  |  |  |  |  |  |  |  |  |
|  |                              |  |  |  |  |  |  |  |  |  |  |  |  |  |  |  |
|  | Ladislau II d'Hongria        |  |  |  |  |  |  |  |  |  |  |  |  |  |  |  |
|  |                              |  |  |  |  |  |  |  |  |  |  |  |  |  |  |  |
|  |                              |  |  |  |  |  |  |  |  |  |  |  |  |  |  |  |
|  | Anna I d'Hongria             |  |  |  |  |  |  |  |  |  |  |  |  |  |  |  |
|  |                              |  |  |  |  |  |  |  |  |  |  |  |  |  |  |  |
|  |                              |  |  |  |  |  |  |  |  |  |  |  |  |  |  |  |
|  | Anna de Foix-Candale         |  |  |  |  |  |  |  |  |  |  |  |  |  |  |  |
|  |                              |  |  |  |  |  |  |  |  |  |  |  |  |  |  |  |
|  |                              |  |  |  |  |  |  |  |  |  |  |  |  |  |  |  |
|  | Margarida d'Àustria          |  |  |  |  |  |  |  |  |  |  |  |  |  |  |  |
|  |                              |  |  |  |  |  |  |  |  |  |  |  |  |  |  |  |
|  |                              |  |  |  |  |  |  |  |  |  |  |  |  |  |  |  |
|  | Guillem IV de Baviera        |  |  |  |  |  |  |  |  |  |  |  |  |  |  |  |
|  |                              |  |  |  |  |  |  |  |  |  |  |  |  |  |  |  |
|  |                              |  |  |  |  |  |  |  |  |  |  |  |  |  |  |  |
|  | Albert V de Baviera          |  |  |  |  |  |  |  |  |  |  |  |  |  |  |  |
|  |                              |  |  |  |  |  |  |  |  |  |  |  |  |  |  |  |
|  |                              |  |  |  |  |  |  |  |  |  |  |  |  |  |  |  |
|  | Maria de Baden-Sponheim      |  |  |  |  |  |  |  |  |  |  |  |  |  |  |  |
|  |                              |  |  |  |  |  |  |  |  |  |  |  |  |  |  |  |
|  |                              |  |  |  |  |  |  |  |  |  |  |  |  |  |  |  |
|  | Anna Maria de Baviera        |  |  |  |  |  |  |  |  |  |  |  |  |  |  |  |
|  |                              |  |  |  |  |  |  |  |  |  |  |  |  |  |  |  |
|  |                              |  |  |  |  |  |  |  |  |  |  |  |  |  |  |  |
|  | Ferran I d'Habsburg          |  |  |  |  |  |  |  |  |  |  |  |  |  |  |  |
|  |                              |  |  |  |  |  |  |  |  |  |  |  |  |  |  |  |
|  |                              |  |  |  |  |  |  |  |  |  |  |  |  |  |  |  |
|  | Anna d'Habsburg-Jagelló      |  |  |  |  |  |  |  |  |  |  |  |  |  |  |  |
|  |                              |  |  |  |  |  |  |  |  |  |  |  |  |  |  |  |
|  |                              |  |  |  |  |  |  |  |  |  |  |  |  |  |  |  |
|  | Anna I d'Hongria             |  |  |  |  |  |  |  |  |  |  |  |  |  |  |  |
|  |                              |  |  |  |  |  |  |  |  |  |  |  |  |  |  |  |
|  |                              |  |  |  |  |  |  |  |  |  |  |  |  |  |  |  |

## Governador dels Països Baixos

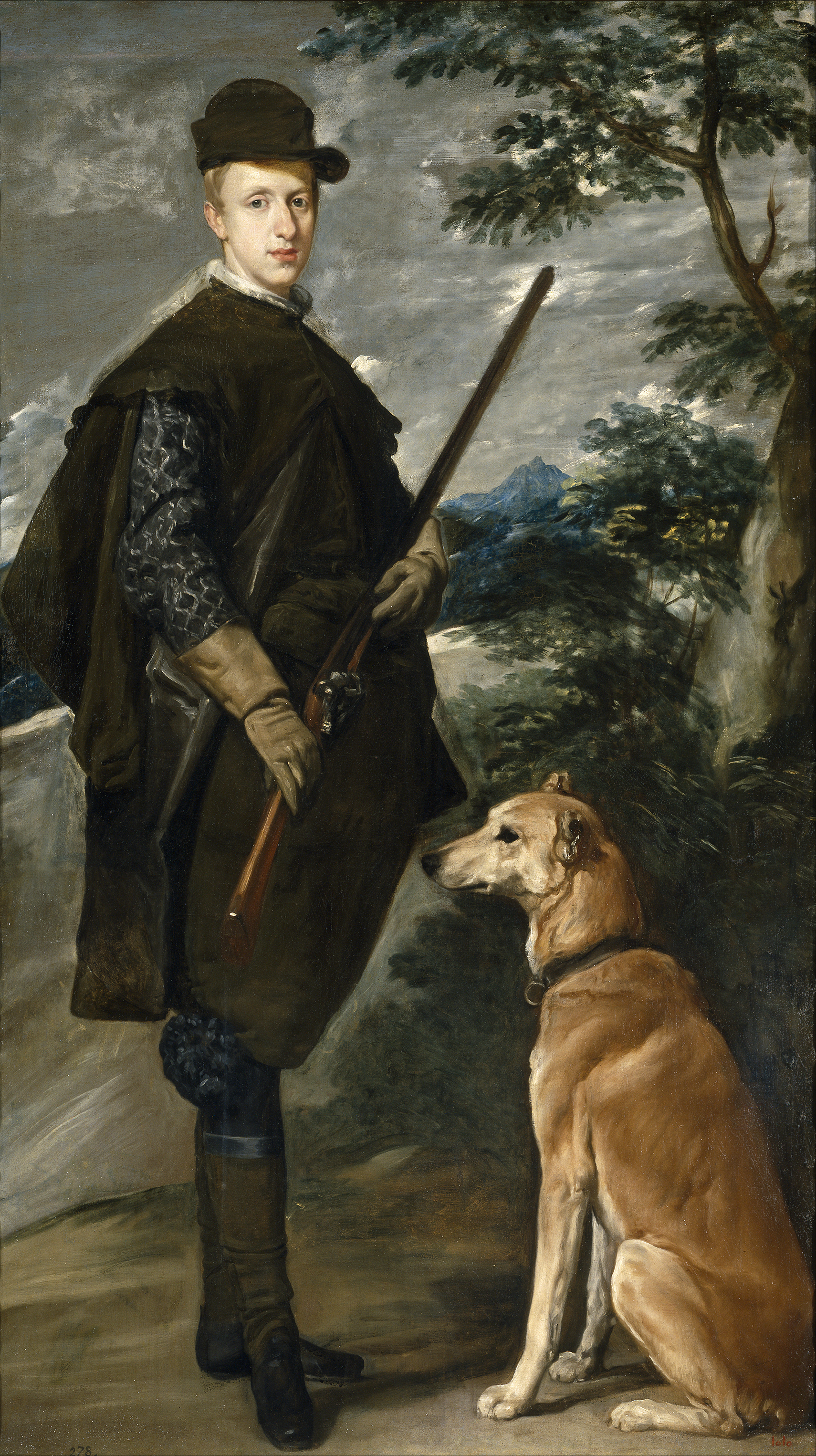
El Cardenal-Infant Ferran d'Àustria com a caçador per Velázquez

El 1630 la tia del Cardenal-Infant, Isabel Clara Eugènia va pensar a convertir a Ferran en successor seu com a governador dels Països Baixos espanyols. A causa de la superioritat de l'armada holandesa en aquell moment no va ser possible realitzar el viatge per vaixell. El Cardenal-Infant es va desplaçar a Gènova el 1633 per reunir-se amb l'exèrcit. Va planejar traslladar-se des de Milà als Països Baixos espanyols travessant Llombardia, el Tirol, Suàbia, i seguint el Rin. El Cardenal-Infant va pensar assegurar la ruta amb una sèrie de guarnicions i, alhora, donar suport a les forces del seu cosí el rei Ferran d'Hongria (el futur emperador Ferran III), que estava dirigint l'exèrcit imperial davant els suecs durant la Guerra dels Trenta Anys. El Cardenal-Infant va ordenar que s'avancés a través de la Picardia amb la meitat del seu exèrcit sota el comandament de Gómez Suárez de Figueroa, duc de Feria, destruint Xampanya i Borgonya mentre un exèrcit imperial comandat per Matthias Gallas atacava pels Vosges i Felip IV de Castella atacaria pel sud, i les illes Lerins, que havien de servir com a base d'operacions per atacar la costa de Provença. Ferran d'Àustria va arribar a amenaçar Paris però Bernhard de Weimar-Saxònia va derrotar els imperials a la batalla de Compiègne, fent retirar Gallas i l'atac de Felip IV no va reixir. Ferran d'Àustria va sofrir nombroses baixes durant el seu enfrontament amb les tropes sueques i davant d'aquesta situació va sol·licitar l'ajuda de quatre mil efectius de la cavalleria del general Albrecht von Wallenstein, però aquest va denegar la petició i els espanyols van haver d'aconseguir noves forces pels seus propis mitjans. El Cardenal-Infant va no va poder mantenir la seva empenta i ell també es va allunyar de París reunint-se a Baviera amb les restes de l'exèrcit del Duc de Feria, que havia mort el gener de 1634.

## Batalla de Nördlingen
El rei Ferran d'Hongria va poder derrotar l'exèrcit suec a Ratisbona el mes de juliol de 1634. El monarca d'Hongria i el seu cosí el Cardenal-Infant Ferran d'Àustria es van cuitar a unir els seus exèrcits. Les forces sueques de Bernhard de Weimar-Saxònia i Gustaf Horn van intentar desesperadament impedir aquesta fusió però, van ser incapaços d'assolir els efectius de Ferran d'Hongria. El Cardenal-Infant va travessar el riu Danubi l'agost de 1634 i el setembre ambdós exèrcits, ja units, van acampar al sud de la població de Nördlingen en Suàbia. En aquell moment Nördlingen estava protegit per una petita guarnició sueca. Poc després, les forces de Bernhard de Weimar-Saxònia i Gustaf Horn van assolir Nördlingen. Aquests fets van conduir a la decisiva batalla de Nördlingen. El Rei d'Hongria i el seu cosí, el Cardenal-Infant es van preparar per a la batalla, ignorant advertències en sentit contrari que els van fer generals més experimentats, com Matthias Gallas. El duc Bernhard i Horn també es van preparar per a la batalla però en aquell moment, a més de mantenir discrepàncies personals, van subestimar la superioritat numèrica dels seus enemics. Els informes van xifrar les forces de la infanteria enemiga en 7.000 homes i no 21.000 davant els 16.000 que componien la infanteria sueca. En el transcurs de la batalla gairebé tot el que va poder anar malament a les forces sueques va acabar succeint i els dos cosins de la Casa d'Àustria van aconseguir una victòria militar excepcional. Gustaf Horn va ser fet presoner, l'exèrcit suec destruït i les seves restes van fugir a Heilbronn.

## Campanya de Flandes

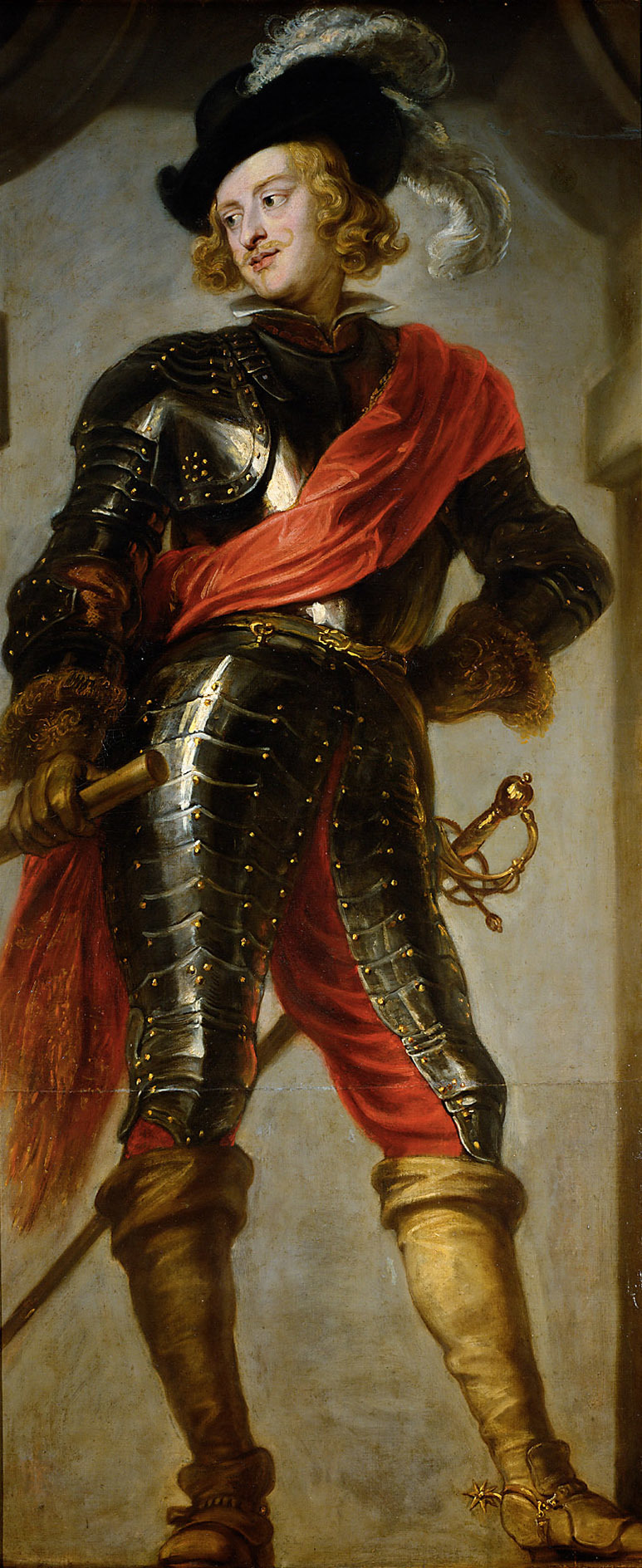
El Cardenal-Infant Ferran amb armadura, obra de Jan van den Hoecke (1635)

El rei Ferran d'Hongria va tractar de convèncer el seu cosí perquè romangués a Germània però, poc després de la batalla, el Cardenal-Infant es va traslladar amb els seus efectius a Brussel·les, on va arribar el 4 de novembre disposat a passar a la ofensiva, no només al nord i al sud, sinó també a l'est, per mantenir la connexió amb l'emperador. La seva tasca era restaurar el poder i la reputació d'Espanya després dels dramàtics anys entre 1629 i 1633. L'objectiu era capturar ciutats importants per poder concloure una treva en condicions favorables. Si això tenia èxit, es podria alliberar capacitat per a la guerra a Alemanya, i el conflicte a l'estranger, especialment al Brasil, s'aturaria.
A causa de la impopularitat del clericat en aquell moment a Brussel·les, va minimitzar el seu estatus eclesiàstic com a Governador General, posant èmfasi en la seva autoritat secular. Ferran, hàbil com a polític i diplomàtic, va reformar amb rapidesa el govern i l'organització militar als Països Baixos Espanyols, va aconseguir comptar amb el suport dels flamencs contra el Regne de França.
Els poders del Cardenal-Infant van estar limitats en secret perquè els comandaments de l'exèrcit estaven obligats a seguir les instruccions que arribessin d'Espanya, fins i tot si aquestes eren contràries a les ordres de Ferran. El 1635 els francesos van decidir atacar, al costat dels holandesos, la ciutat de Namur, des de Maastricht. Tanmateix, els holandesos van vacil·lar i, finalment els francesos es van retirar, facilitant a Ferran d'Àustria la conquesta de Diest, Goch, Gennep, Limburg i Schenk.
El 1636 el Cardenal-Infant va retirar els poders als últims sacerdots protestants dels Països Baixos Espanyols i va continuar l'expansió militar dels Àustries espanyols amb la captura d'Hirsen, Châtelet i Chapelle, assegurant Luxemburg emprant contingents croats.

## Defunció
El 10 d'octubre de 1637 la ciutat de Breda, després de deu mesos de setge, va ser presa de nou pel príncep d'Orange, Frederic Enric de Nassau després de romandre sota control espanyol durant dotze anys. Malgrat els nombrosos intents del Cardenal-Infant va ser impossible tornar a controlar aquesta fortificació estratègica. Ferran d'Àustria també va perdre, davant els francesos, Chapelles, Landrey i Damvilliers. No va poder conquerir Maubeuge i, aquest procés va suposar pèrdues territorials davant França. Ferran sí que va ser capaç de prendre Anvers, Chastillon, i Geldern però també va perdre l'important punt d'Arres el 1640.
Més perillosos que els adversaris al camp de batalla van ser els enemics que va tenir Ferran de d'Àustria a la cort espanyola. Aquests van fer circular nombrosos rumors infundats amb què es va tractar de soscavar la reputació del Cardenal-Infant. En un d'ells se l'acusava de voler convertir-se en un governant independent dels Països Baixos Espanyols amb ajuda del Rei de França. En un altre, s'afirmava que en la Cort de França es pensava en un matrimoni entre el Cardenal-Infant i la filla del Duc d'Orleans.
Ferran d'Àustria va caure malalt durant una batalla i va morir a Brussel·les el 9 de novembre de 1641. Es creu que la seva mort va ser provocada per l'esgotament unit a la seva malaltia. Els informes parlen d'una úlcera d'estómac, però hi va haver rumors que van apuntar a un possible enverinament com a causa de la seva mort.
Va tenir una filla il·legítima, Ana de la Croix (Brussel·les, 1641 - Madrid, 1715), que va esdevenir monja.
El seu cos va ser enviat a Espanya el 1643.
Les disputes generades per la seva successió com a Governador General dels Països Baixos van provocar el final de l'aliança entre l'Emperador i la Cort dels seus parents espanyols. L'emperador Ferran III (vell company d'armes del Cardenal-Infant) donava suport al seu germà l'arxiduc Leopold Guillem d'Àustria, un militar desafortunat però hàbil governant, i a Madrid es pensava en Joan Josep d'Àustria, el fill natural que va tenir el rei Felip IV de Castella amb l'actriu María Calderón. La investidura com a governador de Joan Josep d'Àustria es va retardar i la Corona Espanyola va perdre el control sobre gran part dels Països Baixos Espanyols sota el mandat del dèbil governador interí Francisco de Melo (comte d'Assumar).